# Liste der denkmalgeschützten Objekte in Walchsee
Die Liste der denkmalgeschützten Objekte in Walchsee enthält die 6 denkmalgeschützten, unbeweglichen Objekte der Gemeinde Walchsee.

## Denkmäler
| Foto |                 | Denkmal | Standort                                      | Beschreibung | Metadaten |
| ---- | --------------- | --- | --------------------------------------------- | --- | --- |
| ja   | Datei hochladen | Gasthof Schopferwirt (Walchseerhof) HERIS-ID: 40366 Objekt-ID: 40292 TKK: 2376                                       | Dorfplatz 2 Standort KG: Walchsee             | Der Schopferwirt ist ein mächtiger, das Ortszentrum bestimmender Gasthof mit Mittelflurgrundriss, Satteldach und reicher Fassadenmalerei. Er wurde um 1765 errichtet und im 19. Jahrhundert umgebaut, 1930 nach einem Brand um ein Geschoß erhöht, ab 1952 folgten ein Dachausbau und mehrere Restaurierungen. Erd- und Obergeschoß des historischen Trakts sind gemauert, weiß verputzt und zeigen an der östlichen Giebel- und nördlichen Traufseite reiche Fassadenmalerei, die Josef Adam Mölk zugeschrieben wird. Das 2. Obergeschoß ist in eng verfugter Kantblockbauweise mit Kopfstrickverband gezimmert, der Giebel in Ständerbauweise mit vertikaler Bretterverschalung aufgesetzt. In der nach Osten gerichteten, sechsachsigen Giebelseite befindet sich das breite Korbbogenportal, vor dem 2. Obergeschoß ein über die volle Giebelseite reichender Söller. Das Satteldach mit fischgrätartig verlegter Vordachschalung wird von sieben Pfetten mit Kopfbrettchen getragen. Die nördliche Traufseite ist in vier Achsen gegliedert. An der südlichen Traufseite ist ein eingeschoßiger Anbau vorgesetzt. | BDA-Hist.: Q37994342 Status: Bescheid Stand der BDA-Liste: 2025-06-30 Name: Gasthof Schopferwirt (Walchseerhof) GstNr.: .17/1 Walchseerhof                                                                       |
| ja   | Datei hochladen | Ölbergkapelle HERIS-ID: 105104 Objekt-ID: 122067 TKK: 2370                                                           | bei Dorfstraße 26 Standort KG: Walchsee       | Die Ölbergkapelle wurde in der ersten Hälfte des 19. Jahrhunderts errichtet. Die große, gemauerte und weiß verputzte Kapelle ist außen schlicht, sie hat an der östlichen Giebelseite einen rundbogiger Eingang mit einem niedrigen Schmiedeeisengitter, an den Traufseiten noch je eine breite, doppelflügelige Tür mit rundbogiger Oberlichte. Der Betraum hat innen ein Tonnengewölbe, der Chor eine Halbkuppel. Die reiche malerische Ausstattung des Innenraums stammt von Peter Wurnig aus dem Jahre 1843 (inschriftlich). | BDA-Hist.: Q37804602 Status: § 2a Stand der BDA-Liste: 2025-06-30 Name: Ölbergkapelle GstNr.: 703 Ölbergkapelle (Walchsee)                                                                                       |
| ja   | Datei hochladen | Paxerhof HERIS-ID: 40367 Objekt-ID: 40293 TKK: 2421                                                                  | Durchholzen 74 Standort KG: Walchsee          | Der vermutlich im 17. Jahrhundert erbaute und im 18. Jahrhundert veränderte Hof erhielt 1765 seinen reichen Freskenschmuck. Die Architekturmalerei und Heiligenmedaillons werden Josef Adam Mölk zugeschrieben. Bei dem Gebäude selbst handelt es sich um einen quergeteilten Einhof mit Mittelflurgrundriss. Der zweigeschoßige, gemauerter Wohnteil hat eine unregelmäßige Achsteilung, der Kniestock ist in Blockbauweise ausgeführt. Das relativ flache, weit ausladende Satteldach liegt auf Pfetten. Vor dem eingangsseitigen Giebel liegt auf unregelmäßig angeordneten Konsolen ein fassadenbreiter Söller. Über dem breiten, flachbogigen Eingangsportal mit gekehltem Gewände befindet sich noch ein kleiner Söller. | BDA-Hist.: Q37994354 Status: Bescheid Stand der BDA-Liste: 2025-06-30 Name: Paxerhof GstNr.: 936 |
| ja   | Datei hochladen | Johanneskapelle HERIS-ID: 105109 Objekt-ID: 122072 TKK: 2436                                                         | bei Johannesstraße 25 Standort KG: Walchsee   | Die Datierung der Johanneskapelle erfolgt mit Unsicherheiten in das 19. Jahrhundert. Die Johanneskapelle ist ein hangseitiger, rechteckiger Nischenbildstock, gedeckt mit Holzschindeln auf einem Satteldach auf Pfetten. Die Gliederung außen erfolgt durch gelb gefärbelte Rauputzfelder und vertiefte, glatte und weiß gefärbelte Faschen. Die südseitige Nischenöffnung endet in einem Karniesbogen und wird durch ein eingesetztes Wabengitter abgeschlossen. Der gewölbte Innenraum ist innen als Grotte gestaltet und komplett mit Steinen ausgekleidet, in der Grotte befindet sich eine Statue von Johannes dem Täufer. | BDA-Hist.: Q37804613 Status: § 2a Stand der BDA-Liste: 2025-06-30 Name: Johanneskapelle GstNr.: .257 Johanneskapelle (Walchsee)                                                                                  |
| ja   | Datei hochladen | Kath. Pfarrkirche hl. Johannes der Täufer und Friedhof mit Kriegerdenkmal HERIS-ID: 56007 Objekt-ID: 64951 TKK: 2356 | Kirchgasse 3, gegenüber Standort KG: Walchsee | Die Kirche wurde 1626 errichtet und 1702/1704 umgebaut. Der schlichte Bau weist einen leicht eingezogenen, dreiseitigen Chor und einen Westturm mit Spitzhelm auf. Innen sind der einschiffige, dreijochige Saalraum und der zweijochige Chor mit breiten flachen Pilastern mit profilierten Kapitellen gegliedert. Die Gewölbefresken wurden 1813 von Sebastian Anton Defregger geschaffen und 1908 von Josef Gold übermalt, sie zeigen Szenen aus dem Leben Johannes des Täufers. | BDA-Hist.: Q38069439 Status: § 2a Stand der BDA-Liste: 2025-06-30 Name: Kath. Pfarrkirche hl. Johannes der Täufer und Friedhof mit Kriegerdenkmal GstNr.: 32, 31/3 Pfarrkirche Hl. Johannes der Täufer, Walchsee |
| ja   | Datei hochladen | Sog. Pestsäule HERIS-ID: 105122 Objekt-ID: 122085 TKK: 2438                                                          | Kirchgasse 5, westlich Standort KG: Walchsee  | Die sogenannte Pestsäule wurde 1865 in neugotischen Formen als Votivgabe der Gemeinde Walchsee gegen Pest und Unwetter errichtet. Die Inschrift auf der Säule nimmt Bezug auf eine Errichtung im Jahre 1431 und eine Restaurierung 1865. Sie dient heute als Prozessionsstation. Der Gedenkstein steht auf einem gemauerten Sockel und hat einen viereckigen Aufbau in rötlichem Marmor. An den breiteren Seiten im Westen und Osten befinden sich in einer rundbogigen, abgefasten Nische eine Inschrift bzw. ein in weißen Marmor gehauenes Christusrelief, auf den beiden Schmalseiten Marmorreliefs der hll. Florian und Sebastian. Die Satteldächer der vier Nischen münden in ein pyramidenförmiges Dach mit Kreuz in der Mitte. | BDA-Hist.: Q37804647 Status: § 2a Stand der BDA-Liste: 2025-06-30 Name: Sog. Pestsäule GstNr.: 1682 Pestsäule (Walchsee)                                                                                         |